# Каве
Ка̀ве (на италиански: Cave) е град и община в Централна Италия, провинция Рим, регион Лацио. Разположен е на 400 m надморска височина. Населението на общината е 10 955 души (към 2010 г.).